# USA:s hälso- och socialdepartement
USA:s hälso- och socialdepartement (engelska: United States Department of Health and Human Services), vanligen förkortat som HHS, är ett departement i USA:s federala statsmakt med målet att skydda och tillhandahålla grundläggande hälso- och socialtjänster.
Chef är USA:s hälsominister som utses av presidenten med senatens godkännande ("råd och samtycke").
Innan det separata federala utbildningsdepartementet skapades 1979 hette det USA:s hälso-, utbildnings- och välfärdsdepartement (Department of Health, Education, and Welfare, HEW).

## Historia
USA:s hälso-, utbildnings- och välfärdsdepartement var ett federalt regeringsdepartement i Förenta staterna som existerade mellan den 11 april 1953 och den 27 september 1979. Den hanterade, som namnet gör gällande, frågor rörande hälsovård, sjukvård, undervisning och sociala välfärdsfrågor. Departementets skapades som en ersättning av den federala säkerhetsmyndigheten (Federal Security Agency) som fanns mellan 1939 och 1953. 
Undervisnings-, hälso- och välfärdsdepartementet delades upp under Jimmy Carters tid som president i ett social- och hälsovårdsdepartement och ett separat utbildningsdepartement.

## Verksamhet

### U.S. Public Health Service

Sigill för U.S. Public Heath Service med ankare och kaducé.

Under USA:s hälso- och socialdepartement ingår 12 olika myndigheter, varav 9 av dessa ingår i paraplyorganisationen U.S. Public Health Service. Dessa leds av hälsoministern genom statssekreteraren för hälsofrågor.
I U.S. Public Health Service ingår följdande:
- National Institutes of Health (NIH)
- Centers for Disease Control and Prevention (CDC)
- Indian Health Service (IHS)
- Food and Drug Administration (FDA)
- Agency for Toxic Substances and Disease Registry (ATSDR)
- Health Resources and Services Administration (HRSA)
- Agency for Healthcare Research and Quality (AHRQ)
- Substance Abuse and Mental Health Services Administration (SAMHSA)
- Administration for Strategic Preparedness and Response (ASPR)

### Övriga

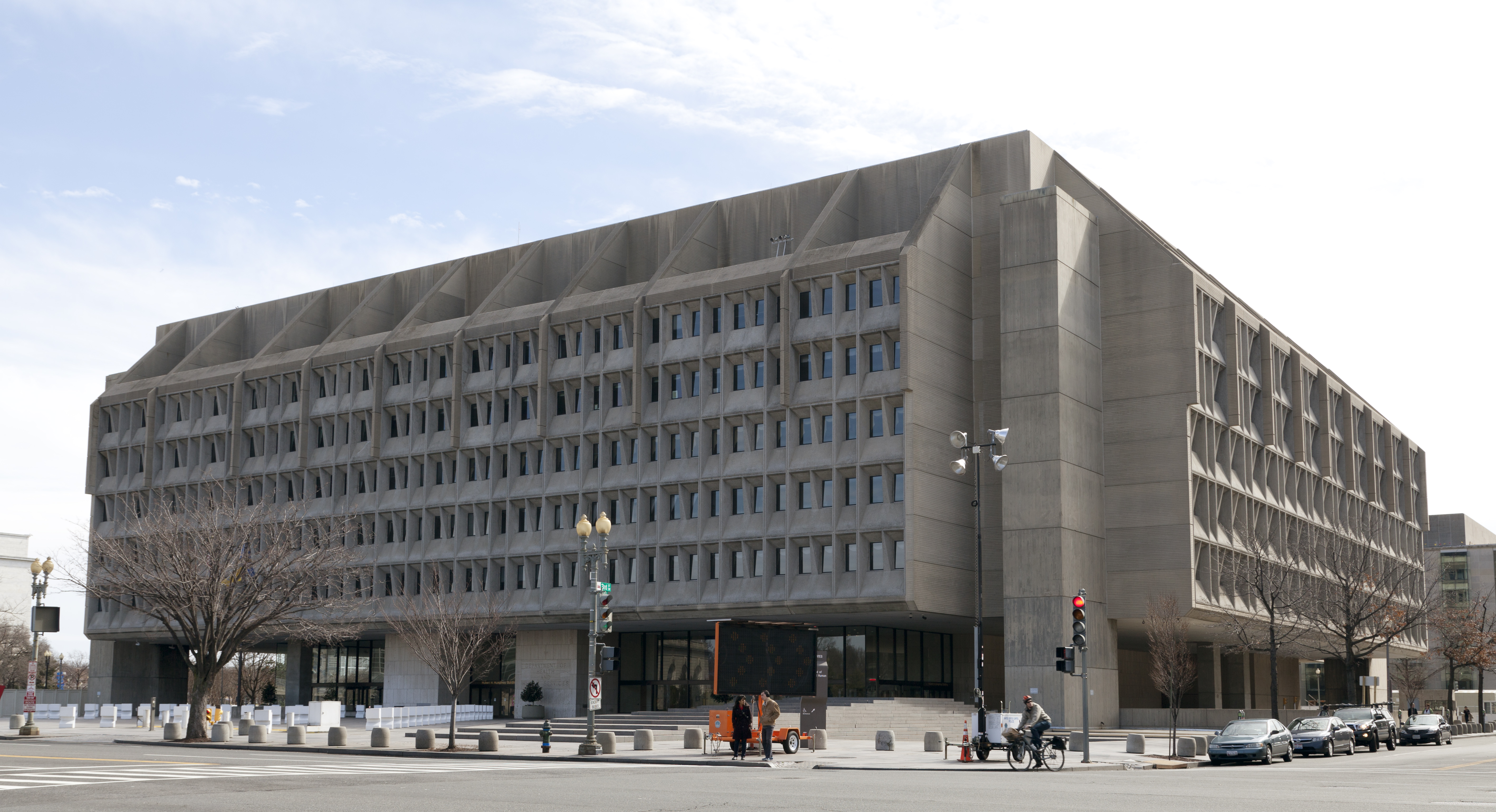
Hubert H. Humphrey Building i Washington, DC.

De som inte ingår i U.S Public Health Service benämns som human services agencies.
- Administration for Children and Families (ACF)
- Administration for Community Living (ACL)
- Centers for Medicare & Medicaid Services (CMS)

## Relaterade lagar
- 1946 - Hospital Survey and Construction Act (Hill-Burton Act) PL 79-725
- 1949 - Hospital Construction Act PL 81-380
- 1950 - Public Health Services Act Amendments PL 81-692
- 1955 - Poliomyelitis Vaccination Assistance Act PL 84-377
- 1956 - Health Research Facilities Act PL 84-835
- 1960 - Social Security Amendments (Kerr-Mill aid) PL 86-778
- 1961 - Community Health Services and Facilities Act PL 87-395
- 1962 - Public Health Service Act PL 87-838
- 1962 - Vaccination Assistance PL 87-868
- 1963 - Mental Retardation Facilities Construction Act/Community Mental Health Centers Act PL 88-164
- 1964 - Nurse Training Act PL 88-581
- 1965 - Community Health Services and Facilities Act PL 89-109
- 1965 - Medicare PL 89-97
- 1965 - Mental Health Centers Act Amendments PL 89-105
- 1965 - Heart Disease, Cancer, and Stroke Amendments PL 89-239
- 1966 - Comprehensive Health Planning and Service Act PL 89-749
- 1970 - Community Mental Health Service Act PL 91-211
- 1970 - Family Planning Services and Population Research Act PL 91-572
- 1970 - Lead-Based Paint Poisoning Prevention Act PL 91-695
- 1971 - National Cancer Act PL 92-218
- 1974 - Research on Aging Act PL 93-296
- 1974 - National Health Planning and Resources Development Act PL 93-641
- 1979 - Department of Education Organization Act (removed education functions) PL 96-88
- 1987 - Department of Transportation Appropriations Act PL 100-202
- 1988 - Medicare Catastrophic Coverage Act PL 100-360
- 1989 - Department of Transportation and Related Agencies Appropriations Act PL 101-164
- 1996 - Health Insurance Portability and Accountability Act PL 104-191
- 2000 - Child Abuse Reform and Enforcement Act P.L. 106-177
- 2010 - Patient Protection and Affordable Care Act PL 111-148

## Övrigt
- Great Society
- Medicaid
- Medicare
- Sjukvård i USA
- Social Security